# Георг фон Фрундсберг
Георг фон Фрундсберг (на немски: Georg I von Frundsberg; * 24 септември 1473, дворец Минделхайм; † 20 август 1528, дворец Минделхайм) е благородник от род Фрундсберг в Тирол и господар на Минделхайм в Швабия и Рункелщайн, рицар, водач на ландскнехтите.

## Живот
Той е най-малкият син (от 13 деца) на рицар Улрих фон Фрундсберг († 1501) и съпругата му Барбара фон Рехберг-Минделхайм († 1506), дъщеря на Беро I фон Рехберг († 1462) и Барбара фон Ротенбург († 1462). Брат е на Улрих фон Фрундсберг († 1493), княжески епископ на Тренто (1488 – 1493).
Баща му Улрих е хауптман в Швабския съюз и съветник на тиролския херцог Сигизмунд. През 1467/1468 г. той продава собствеността си в Тирол и заедно със съпругата му Барбара фон Рехберг купува господството Минделхайм в Швабия.
Георг се бие в Швабската война през 1499 г. за римско-немския император Максимилиан I срещу швейцарците и същата година е в императорската войска на Лудовико Мария Сфорца, херцог на Милано, срещу французите. През 1504 г., още на служба при Максимилиан, участва в Наследствената война на Херцогство Бавария-Ландсхут и се бие срещу пфалцграфовете Филип и Рупрехт. Той се отличава в битката при Регенсбург. Максимилиан I го прави лично рицар. По-късно той се бие също в Нидерландия, където става комендант.
През 1509 г. Георг става „най-висш фелдхауптман“ на регимента на ландскнехтите и участва във войната срещу Венеция и се прочува със защитата на град Верона. След сключването на мир, той се връща в Германия и помага начело на инфантерията на Швабския съюз през 1519 г. при изгонването на Улрих, херцог на Вюртемберг, от херцогството му.
През 1522 г. той води 6 000 мъже до Горна Италия. Така голяма част от Ломбардия става под влиянието на Карл V. През 1525 г. той води 12 000 мъже и 29 знаменосци в Горна Италия, за да се спаси Херцогство Милано. Георг и синът му Каспар са командири в императорската войска на Карл V в походите срещу папа Климент VII. Той участва при грабежа на Рим със залавянето на френския крал Франсоа I на 6 май 1527 г. Играе и важна роля в победата над французите.
След една година след започването отново на войната в Италия през 1526 г. той е извикан на помощ на императорската войска в Ломбардия. Георг намира 36 000 германски талера, за да организира нова войска, които в началото не са достатъчни за задачата.
При неговото окупиране на Минделхайм, Фрундсберг взема пари на заем и продава среброто за декорация на масата и бижутата на съпругата му. За по-малко от три седмици той организира над 12 000 мъже и през средата на ноември пресича Алпите. Той се включва при констабъл де Бурбон при Пиаченца и марширува в посока Рим.
На 13 март 1527 г. близо до Модена той не може да плати на наемниците и не може отново да събере „ландкнехтите“. Той получава удар. След дълго прекарване в болниците на Италия, той е преместен в Германия.
Георг фон Фрундсберг умира на 20 август 1528 г. в своя дворец в Минделхайм на 54 години. Погребан е в църквата „Св. Стефан“, Минделхайм. Линията на господарите на Фрундсберг (Фрайберг) завършва със смъртта на внукът му Георг фон Фрундсберг-Минделхайм през 1586 година.

## Фамилия
Първи брак: през 1500 г. с Катарина фон Шрофенщайн († 24 февруари 1518, погребана в Минделхайм), дъщеря на Освалд фон Шрофенщайн и Пракседис фон Волкеншайн-Роденег († сл. 1488). Те имат 7 или 9 деца:
- Каспар фон Фрундсберг-Минделхайм (* 5 юли 1501; † 31 август 1536, Минделхайм), фрайхер, женен на 2 май 1529 г. за Маргарета фон Фирмиан († сл. 1548)
- Анна фон Фрундсбергг († 3 януари 1554), омъжена на 3 януари 1520 г. за Волф фон Макслрайн, господар на Валдек († 20 ноември 1561, Мюнхен), син на Файт фон Макслрайн († 7 декември 1518) и Маргарета фон Валдек, наследничка на Валенбург († 1500)
- Катарина фон Фрундсберг/Фрайберг († 1518), омъжена за фрайхер Ханс VII фон Дегенберг († 26 юли 1559), син на фрайхер Ханс VI фон Дегенберг († 1551) и Магдалена фон Айхберг
- Мелхиор фон Фрундсберг (* 17 февруари 1507; † 12 януари 1528, Рим)
- Барбара фон Фрундсберг († ок. 1511/1513)
- Барбара фон Фрундсберг (* 1513)
- Балтазар фон Фрундсберг († сл. 1530)

Втори брак: на 11 септември 1519 г. с Анна фон Лодрон († 12 ноември 1556, погребана в Комбург), дъщеря на граф Паул Ото Антонио 'Парис' фон Лодрон († пр. 1532) и Анна Мария Брембати (* ок. 1470). Те имат децата:
- Зигуна фон Фрундсберг (* 1522), омъжена за Еразмус фон Фенинген, господар на Кьонигсбах/Крайхгау, байлиф на Бретен († 1582), син на Конрад фон Фенинген и Мари (Урсула) фон Хиршхорн († 1538)
- Георг Филип фон Фрундсберг (* 1524; † умира млад)
- Ханс Конрад фон Фрундсберг (* 1524; † умира млад)

Вдовицата му Анна фон Лодрон се омъжва втори път 1533 г. за Еразмус I Шенк фон Лимпург, господар на Оберзонтхайм (* 14 януари 1502; † 25 февруари 1553).